# Georgia Dome
El Georgia Dome és un estadi situat a la ciutat d'Atlanta a Geòrgia, Estats Units. S'utilitza per als jocs de local dels Atlanta Falcons de l'NFL des de 1992, així com dels Georgia State Panthers de futbol americà universitari des de l'any 2010.
A més, el Peach Bowl i la final de la Southeastern Conference de futbol americà universitari s'han jugat en el Georgia Dome des de 1992 i 1994 respectivament. D'altra banda, va ser seu dels partits com a local dels Atlanta Hawks de l'NBA entre 1997 i 1999, durant la construcció del Philips Arena. També es va jugar allí la Final Four del Campionat de la Divisió I de Bàsquet Masculí de l'NCAA de 2002, 2007 i 2013.
En els Jocs Olímpics de 1996, el Georgia Dome va albergar competicions de gimnàstica, bàsquet i handbol.
El 2 de gener de 2006, per les conseqüències de l'Huracà Katrina sobre el Mercedes-Benz Superdome, el Georgia Dome va rebre al Sugar Bowl de futbol americà universitari.
El 27 de març de 1998, els Atlanta Hawks van rebre els Chicago Bulls en el Georgia Dome davant de 62.046 espectadors, rècord històric a l'NBA.
En el Georgia Dome s'han jugat partits de futbol des de 2009. En aquest any es van enfrontar les seleccions de Mèxic i Veneçuela, i els clubs America FC i AC Milan. El 2010 es van enfrontar l'America FC i el Manchester City FC. El 2011 va jugar Mèxic contra Bòsnia. El 2013 es van realitzar dos partits de la Copa d'Or de la CONCACAF: Panamà-Cuba i Mèxic-Trinidad i Tobago. El 2014 van jugar allí Mèxic i Nigèria davant de 68.212 espectadors.
L'estadi va acollir WrestleMania XXVII el 3 d'abril de 2011 amb un total de 71.617 espectadors.

## Copa d'Or de la CONCACAF2015
| Data         | Fase       | Equip        |     | Resultat |     | Equip   | Espectadors |
| ------------ | ---------- | ------------ | --- | -------- | --- | ------- | ----------- |
| 22 de juliol | Semifinals | Estats Units | USA | 1 - 2    | JAM | Jamaica | 40.000      |
| 22 de juliol | Semifinals | Panamà       | PAN | 1 - 2    | MEX | Mèxic   | 40.000      |